# Zagrebkvartetten
Zagrebkvartetten (kroatiska: Zagrebački kvartet), även kallad Zagrebs stråkkvartett (Zagrebački gudački kvartet), är en stråkkvartett från Zagreb i Kroatien. Kvartetten grundades den 25 april 1919 och är den äldsta aktiva kammarensemblen i Kroatien. De har spelat på fler än fyra tusen konserter världen över och gett ut över sextio musikalbum. Zagrebkvartetten har genom åren mottagit flera internationella och nationella utmärkelser, däribland Vladimir Nazor-priset år 2008 för sina livstidsbedrifter i kategorin musik.

## Nuvarande medlemmar
- Marin Maras, violin (sedan år 2014)
- Davor Philips, violin (sedan år 2001)
- Hrvoje Philips, viola (sedan år 2005)
- Martin Jordan, cello (sedan år 1992)

## Tidigare medlemmar
Under sin nästan sekellånga existens har över trettio musiker varit medlemmar av Zagrebkvartetten:

### Ursprungliga medlemmar
- Vaclav Huml, violin
- Milan Graf, violin
- Ladislav Miranov, viola
- Umberto Fabri, violoncello

### Övriga medlemmar
- Dragutin Arany
- Goran Bakrač
- Zlatko Balija
- Marija Cobenzl
- Fred Kiefer
- Josip Klima
- Zvonimir Pomykalo
- Tomislav Šestak
- Josip Stojanović
- Dušan Stranić
- Stjepan Šulek
- Zlatko Topolski
- Đorđe Trkulja
- Ante Živković
- Goran Končar